# Rodolfo Teófilo
Rodolfo Marcos Teófilo (Salvador, 6 de maio de 1853 — Fortaleza, 2 de julho de 1932) foi um escritor brasileiro de estética literária regional-naturalista, além de poeta, documentarista, contista, articulista e farmacêutico.

## Infância

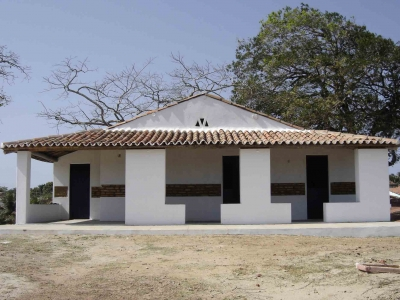
Casa onde viveu Rodolfo Teófilo em Maracanaú, Ceará.

Grande benemérito no Ceará, onde viveu toda a vida, o contista, romancista, poeta e documentarista, um dos maiores expoentes da literatura regional-naturalista brasileira, nasceu em Salvador, Bahia, em 6 de maio de 1853. 
Filho e trineto de médicos, seu pai era Dr. Marcos José Teóphilo e seu trisavô Dr. Manoel Gaspar de Oliveira. Era para ter uma vida de bonança, porém as tragédias que cercaram sua vida impediram que isso acontecesse. 
Apesar de ter nascido na Bahia, com um mês e meio de vida seus pais mudam-se para Fortaleza. Cedo ficou órfão, sua mãe falece quando ele tinha apenas quatro anos. Seu pai então casa-se com a cunhada e teve mais três filhos. Quando tinha apenas nove anos, a epidemia de "Cólera Morbus" propaga-se pela capital cearense, ficando todos enfermos em sua casa, exceto Rodolfo Teófilo. Por ser o único que se manteve saudável, tornou-se responsável em manter a casa. Com onze anos, perdeu seu pai, que não deixou recursos financeiros e teve de trabalhar como caixeiro para o próprio sustento e de sua madrasta e irmãos.

## Formação
Com suas economias e esforço árduo, trabalhando de dia e estudando à noite, foi aprovado nos Exames Preparatórios para ingressar no curso superior. Voltou à Bahia e Formou-se em Farmácia em 1875, pela Faculdade de Medicina da Bahia. Diplomado, dirigiu uma farmácia em Pacatuba, depois na capital. Foi mais tarde professor de ciências naturais na Escola Normal e membro de diversas sociedades culturais. Sua obra ficou marcada pela literatura naturalista em que é mostrada a seca no nordeste e os flagelados.
Em sua homenagem, o Centro Acadêmico de Farmácia da Universidade Federal do Ceará tem o seu nome.

## Luta contra a varíola
A partir de 1900, até o final da vida empreendeu uma batalha pessoal contra a varíola, lutando contra o medo da vacina, sem recursos, em tempo de seca, fome, da migração em massa e em péssimas condições de higiene. Sem apoio do poder público, enfrentou praticamente sozinho, em duas oportunidades, epidemias de varíola que vitimaram milhares de pessoas em Fortaleza e interior do Ceará, no final do século XIX e início do século XX.
Empreendeu, sem apoio governamental, uma campanha de vacinação contra a epidemia de varíola que se alastrava na cidade. Por causa disso, foi perseguido durante o governo de Antônio Pinto Nogueira Accioli, do qual era opositor, acusado de desmoralizar a autoridade que estava totalmente alheia ao sofrimento do povo cearense.
A cólera vitimou quase um terço dos seis mil habitantes de Maranguape, cidade nas cercanias de Fortaleza (1862) e no final da década seguinte (1878), a varíola matou um quinto da população da capital cearense. Depois de assistir o descaso da administração pública frente à grande epidemia de varíola (1878), decidiu iniciar uma campanha de vacinação contra a doença. Aprendeu a fabricar a vacina e passou a vacinar o povo (1901) com ajuda de sua mulher e um criado. Montado em um cavalo, cuidou sozinho da vacinação em massa pelos bairros pobres de Fortaleza durante os três primeiros anos do século XX. A única limitação à sua filantropia foi a falta de recursos e infraestrutura, problema que tentou contornar criando uma pequena indústria, cujos lucros foram utilizados para a construção de uma instituição específica.
Somente mais tarde criaria a Liga Cearense Contra a Varíola, contando então com voluntários em praticamente todo o interior do estado na luta contra a doença. Vacinou próximo de duas mil pessoas (1902), não sendo registrado nenhum caso de varíola na capital cearense naquele ano. 
Rodolfo Teófilo descreve minuciosamente como foram os primeiros anos de sua campanha de vacinação (1901-1904) em sua obra "Varíola e vacinação no Ceará". Nela ele também menciona como desenrolou a trajetória da varíola pelo Estado do Ceará, com várias páginas detalhando a epidemia de 1878 e o Dia dos Mil Mortos, considerado o pior dia da epidemia da varíola no Ceará.

## Trabalho literário
Tomou parte dos movimentos literários do Ceará, tendo pertencido, desde 1894, à Padaria Espiritual, entidade de fins literários e artísticos que se fundara em Fortaleza em 1892, uma espécie de agremiação literária que, pelo comportamento irreverente de seus membros, antecipou o modernismo no Brasil. Atuava como militante com o nome de "padeiro" Marcos Serrano. Foi Padeiro-Mor (presidente) da Padaria Espiritual, em sua terceira gestão. Participou de outras agremiações também, como o Instituto Histórico e Geográfico do Ceará, o Clube Literário e o Centro Literário.
Foi historiador e romancista, membro fundador da Academia Cearense de Letras e depois selecionado como patrono da cadeira número 33. É considerado um dos principais expoentes da literatura regional-naturalista do Brasil e um dos maiores nomes da literatura do Ceará. Obstinado, além de sua luta contra a varíola, ainda encontrou tempo para escrever 28 livros. Autor de diversos livros, dedicou-se aos mais diferentes gêneros. Embora pouco se conheça publicamente do seu trabalho, como escritor foi o introdutor do Realismo/Naturalismo no Ceará com a obra A Fome (1890), seu romance de estreia e o primeiro romance cearense publicado em forma de livro, pois até então os romances eram publicados através de folhetins.
Também aderiu à causa abolicionista. Participou ativamente da campanha abolicionista no Ceará, primeira província brasileira a declarar livres os seus escravos.

### Escola Literária
Rodolfo Teófilo introduziu o Naturalismo no Ceará com a obra “A fome”. O Naturalismo é, também, realista só que representa uma tendência mais voltada ao cientificismo, com aplicação das teorias científicas em voga na época, dando ênfase, às personagens, ao instintivo e ao patológico, ou seja, considerando o homem em sua condição animal. Daí a produção literária naturalista apresentar o chamado romance experimental ou romance de tese.

### Características da obra
As obras de Rodolfo Teófilo apresentam as características do Naturalismo, como :
- Ânsia de explicar tudo cientificamente
- Determinismo com relação à atitude das personagens (nem tudo depende de sua vontade; pode haver imposição do meio, da hereditariedade física e psicológica).
- O homem e os outros elementos da natureza são vistos como sujeitos as mesmas leis da evolução.
- O homem é encarado como produto da raça, do meio ambiente.
- As personagens são semelhantes entre si, na medida em que apresentam desequilíbrios característicos de sua condição.
- Preferência a ambientes em que predominem miséria e ignorância.
- Animalismo

Além disso, sua obra ficou marcada pelo exagero em que é mostrada a seca no nordeste e os tipos flagelados caracterizados com excesso. Teófilo escrevia pela transformação social que acreditava ser possível a partir da leitura de suas obras, defendendo-se de acusações e legando ao futuro sua versão sobre a participação nos eventos que narrava. As obras eram especialmente planejadas para atingir uma temporalidade que ele sabia não poder controlar. As constantes críticas e ataques geralmente partiam de inimigos cujo lugar social lhe era superior, portanto ele se via perante o desafio de garantir que sua imagem não fosse deteriorada nem no presente, nem no futuro – ocasiões que tornavam sua escrita uma experiência intensa, quase mística. Entre suas principais obras, destaca-se “A Fome”, que pode ser considerado um dos mais chocantes livros de ficção de Rodolfo Teófilo, senão um dos mais chocantes da ficção brasileira de todos os tempos. Nesta obra, a paisagem do Nordeste abandonado e heróico é retratada através das gradações espectrais da desnutrição e da penúria, com seu caudal de verdades sociais e econômicas aviltantes, chegando às raias do inacreditável.

## Importância da obra para as artes
Após a sua morte, Rodolfo Teófilo teve sua vida retratada no livro do jornalista cearense Lira Neto “O poder e a peste” que inspirou a peça teatral de Andrei Bessa “Cearense por opção: uma desbiografia de Rodolfo Teófilo” tendo em sua direção um grupo de seis estudantes da Universidade Federal do Ceará. O espetáculo foi montado pelo Grupo de Teatro Científico da Seara da Ciência para participar do IV Ciência em Cena, encontro nacional de teatro científico organizado pela Seara da Ciência em 2010. No espetáculo, um grupo de jornalistas tenta impedir a destruição de um patrimônio histórico, e durante o conflito surge Rodolfo Teófilo. Sua vida passa a ser retratada com liberdade poética para recriar os acontecimentos da época, por isso o termo desbiografia.

## Obras
- 1878 Compêndio de Botânica Elementar, Rio de Janeiro;
- 1884 História da Sêca no Ceará, 1877-1880, Fortaleza;
- 1888 Monografia da Mucunã, Fortaleza;
- 1889 Ciências Naturais em Contos, Fortaleza;
- 1890 Botânica Elementar
- 1890 A Fome, romance, Pôrto,[5]
- (?) Campesinas, poesias, Fortaleza;
- 1895 Os Brilhantes, romance, Fortaleza, dois volumes,[6]
- 1897 Maria Ritta, romance, Fortaleza;
- 1898 Botânica Elementar (Com Garcia Redondo), São Paulo;
- 1899 Paroara, romance, Ed. Louis C. cholowieçki, Fortaleza;
- 1899 Violação, novela;
- 1901 Secas do Ceará – Segunda metade do século XIX (1901),[7]
- 1905 e 1910 Varíola e Vacinação no Ceará, compêndio;
- 1905 Violência;
- 1910 O Cunduru, coletânea;
- 1912 Memórias de um engrossador, Lisboa,[8]
- 1913 Telesias, versos;
- 1913 Lyra Rústica, versos;
- 1914 Libertação do Ceará;
- 1919 Cenas e Tipos
- 1922 O Reino de Kiato, romance, São Paulo, Monteiro Lobato & Co,[9]
- 1922 A Sedição de Juazeiro,[10]
- 1922 Sêca de 1915,[11]
- 1922 Sêca de 1919;
- 1924 Os Meus Zoilos, artigos, Rodolfo Teófilo faz críticas aos seus injustos críticos.
- 1927 O Caixeiro,[12]
- 1931 Coberta de Tacos, artigos
- A Quinzena (periódico literário)

## Inventor da Cajuína
Segundo Rachel de Queiroz, a ele se deve a "invenção" da cajuína, bebida não-alcoólica e popular no nordeste brasileiro, principalmente nos estados do Piauí, Maranhão e Ceará. Conforme artigo de Ednilo Gomes de Soárez, do Instituto Histórico, Geográfico e Antropológico do Ceará, Rodolfo Téofilo ganhou a Medalha de Ouro numa exposição nacional do Rio de Janeiro pela sua criação e produção da bebida cajuína, de excelente qualidade.